# 국민 형성
국민 형성(Nation-building)은 국민 정체성을 건설해가는 과정이다. 주로 국가의 주도에 의해 행해진다. 국가의 체제를 안정시키고 다수 대중의 동의를 통해 국가 권력의 정당성을 확고히 하는 데 목적이 있다. 연관된 정책으로 군 징집이나 국가에 의한 보편 교육, 선전, 인프라 건설 등이 있다.

## 같이 보기
- 민족 형성
- 국가 건설
- 충성
- 국민국가